# Trimerodytes praemaxillaris
Trimerodytes praemaxillaris — вид змій родини полозових (Colubridae). Мешкає в Південно-Східній Азії.

## Поширення і екологія
Trimerodytes praemaxillaris мешкають на півночі Таїланду і Лаосу, а також в китайській провінції Юньнань. Вони живуть в гірських лісах, на берегах струмків, трапляються на рисових полях. Зустрічаються на висоті від 475 до 1400 м над рівнем моря. Живляться водяними кільчастими червами. Відкладають яйця.